# An Intimate Evening with Lea Michele
Il An Intimate Evening with Lea Michele (conosciuto anche come Places Tour) è stato il primo tour da solista della cantautrice e attrice statunitense Lea Michele, a supporto del suo secondo album in studio, Places.
Il tour è iniziato il 23 gennaio 2017 a Los Angeles ed è terminato l'8 ottobre dello stesso anno a New York.

## Antefatti
L'11 gennaio 2017, Lea Michele ha annunciato sui social network che avrebbe intrapreso un tour nello stesso mese dicendo: "I miei incredibili fans ci sono sempre stati per me. Voi mi ispirate. Mi siete stati vicini e mi avete rallegrato. Preparando questo album voglio che sappiate quanto siete importanti per me. Questi spettacoli sono un'anteprima del mio prossimo album Places, oltre alle canzoni di Louder e forse... anche un po' di Glee."

## Scaletta
Questa scaletta rappresenta quella del 21 aprile 2017, a Londra. 
1. "Cannonball"
2. "Run to You"
3. "Love Is Alive"
4. "Battlefield"
5. "Sentimental Memories"
6. "Heavy Love"
7. "Anything's Possible"
8. "Glitter in the Air"
9. "Poker Face"
10. "Make You Feel My Love"
11. "The Scientist"
12. "Don't Stop Believin'"
13. "Getaway Car"
14. "My Man"
15. "You're Mine"

- Durante la tappa a Filadelfia, Lea Michele si è esibita con Rolling in the Deep insieme a Jonathan Groff.

## Date del tour
| Data            | Città         | Stato        | Luogo                | Biglietti venduti/ Biglietti disponibili | Incasso      |
| Nord America    | Nord America  | Nord America | Nord America         | Nord America                             | Nord America |
| --------------- | ------------- | ------------ | -------------------- | ---------------------------------------- | ------------ |
| 23 gennaio 2017 | Los Angeles   | Stati Uniti  | Hotel Café           | N.D.                                     | N.D.         |
| 26 gennaio 2017 | New York      | Stati Uniti  | Appel Room           | N.D.                                     | N.D.         |
| 30 gennaio 2017 | Santa Monica  | Stati Uniti  | The Broad Stage      | N.D.                                     | N.D.         |
| Europa          |               |              |                      |                                          |              |
| 21 aprile 2017  | Londra        | Regno Unito  | Shoreditch Town Hall | N.D.                                     | N.D.         |
| Nord America    |               |              |                      |                                          |              |
| 1 maggio 2017   | Filadelfia    | Stati Uniti  | Merriam Theater      | 1,087/ 1,512                             | $49,009      |
| 3 maggio 2017   | Boston        | Stati Uniti  | Shubert Theatre      | N.D.                                     | N.D.         |
| 4 maggio 2017   | Ledyard       | Stati Uniti  | Fox Theater          | N.D.                                     | N.D.         |
| 6 maggio 2017   | Toronto       | Canada       | Massey Hall          | N.D.                                     | N.D.         |
| 8 maggio 2017   | Seattle       | Stati Uniti  | Moore Theater        | N.D.                                     | N.D.         |
| 10 maggio 2017  | San Francisco | Stati Uniti  | Palace of Fine Arts  | N.D.                                     | N.D.         |
| 8 ottobre 2017  | New York      | Stati Uniti  | Summer Stage         | N.D.                                     | N.D.         |